# Union démocratique voltaïque
De Union démocratique voltaïque - Rassemblement démocratique africain (Nederlands: Democratische Unie van Volta) was een politieke partij in de Republiek Opper-Volta (het huidige Burkina Faso), opgericht in 1957 die tijdens de regering van president Maurice Yaméogo de enige toegestane partij was. De partij was een afdeling van het Rassemblement démocratique africain, een pan-Afrikaanse partij met regionale afdelingen (secties) in diverse West-Afrikaanse landen die deel uitmaakten van Frans-West-Afrika.
De UDV-RDA was een nationalistische, republikeinse, pan-Afrikaanse en anticommunistische partij. Het bestuur van de partij lag in handen van een politiek bureau (Bureau politique). Na de staatsgreep van 1966 waarbij president Yaméogo ten val kwam, werden de activiteiten van de UDV-RDA door de nieuwe regering aanvankelijk opgeschort. Na enige tijd kon de partij haar activiteiten hervatten en sloot de nieuwe president van het land, generaal Sangoulé Lamizana, zich zelfs aan bij de partij. Bij de verkiezingen van 1970 werd de UDV-RDA onder leiding van Gérard Kango Ouédraogo de grootste partij. Van 1970 tot 1974 was Ouédraogo premier van Opper-Volta. Na de verkiezingen van 1978 was Joseph Conombo van de UDV-RDA tot de staatsgreep van 1980 premier. Het militaire bewind dat toen aan de macht kwam verbood de UDV-RDA.
In de jaren '90 werd de partij onder de naam Rassemblement démocratique africain (RDA) heropgericht. In 1998 fuseerde de partij met de Alliance pour la Démocratie et la Fédération tot de Alliance pour la Démocratie et la Fédération - Rassemblement démocratique africain (ADF-RDA). De ADF-RDA is een belangrijke oppositiepartij in Burkina Faso.